# Kacyk plamisty
Kacyk plamisty (Icterus pectoralis) – gatunek średniej wielkości ptaka z podrodziny kacyków w rodzinie kacykowatych (Icteridae). Zamieszkuje tereny Ameryki Centralnej; introdukowany na Florydę. Nie jest zagrożony wyginięciem.

## Taksonomia
Gatunek ten został opisany naukowo w 1829 roku przez Johann Georg Wagler. Holotyp pochodził najprawdopodobniej z Totolapán w stanie Oaxaca w Meksyku. Rezultaty kilku badań filogenetycznych wskazują, że z kacykiem plamistym najbliżej spokrewniony jest kacyk białoskrzydły (I. graceannae). Barierą geograficzną mógł dla nich być Przesmyk Panamski.
Według Jetz et al. (2012) te dwa gatunki siostrzane rozdzieliły się około 3,44 mln lat temu, a według Barker et al. (2015) – blisko 2,36 mln lat temu; ich wspólna linia rozwojowa miała się natomiast wyodrębnić odpowiednio 4,39 mln lub 3,07 mln lat temu. Amei i Smith (2014) wykorzystując dwie różne metody, otrzymali wyniki określające moment rozdzielenia się tych gatunków: 1,88 mln (przedział bayesowski, tu odpowiadający przedziałowi ufności 95%: 1,01–3,71 mln) oraz 2,19 mln (przedział ufności 95%: 1,15–3,19 mln) lat temu. Wspomniane trzy badania dotyczyły szerszej grupy ptaków; po raz pierwszy na wzajemnych relacjach wszystkich kacykowatych skupili się Powell et al. (2014). Wykorzystano różne odcinki genomu mitochondrialnego, od całego do sekwencji pojedynczych genów. W przypadku kacyka plamistego i białoskrzydłego użyto sekwencji genu cytochromu b oraz ND2 obydwu tych gatunków oraz sekwencji COX1 kacyka plamistego. Poniższy kladogram jest uproszczeniem obejmującego rodzaj Icterus fragmentu, uzyskanego przez nich drzewa filogetycznego:
|  | \| \| I. croconotus \| \| \| \| \| \| I. icterus \| \| \| \| |
|  |                                                              |
|  | I. jamacaii                                                  |
|  |                                                              |
|  | I. croconotus                                                |
|  |                                                              |
|  | I. icterus                                                   |
|  |                                                              |

|  | I. croconotus |
|  |               |
|  | I. icterus    |
|  |               |

|  | I. graceannae |
|  |               |
|  | I. pectoralis |
|  |               |

|  | \| \| I. croconotus \| \| \| \| \| \| I. icterus \| \| \| \| |
|  |                                                              |
|  | I. jamacaii                                                  |
|  |                                                              |
|  | I. croconotus                                                |
|  |                                                              |
|  | I. icterus                                                   |
|  |                                                              |

|  | I. croconotus |
|  |               |
|  | I. icterus    |
|  |               |

|  | I. graceannae |
|  |               |
|  | I. pectoralis |
|  |               |

|  | \| \| I. croconotus \| \| \| \| \| \| I. icterus \| \| \| \| |
|  |                                                              |
|  | I. jamacaii                                                  |
|  |                                                              |
|  | I. croconotus                                                |
|  |                                                              |
|  | I. icterus                                                   |
|  |                                                              |

|  | I. croconotus |
|  |               |
|  | I. icterus    |
|  |               |

|  | I. graceannae |
|  |               |
|  | I. pectoralis |
|  |               |

|  | \| \| I. croconotus \| \| \| \| \| \| I. icterus \| \| \| \| |
|  |                                                              |
|  | I. jamacaii                                                  |
|  |                                                              |
|  | I. croconotus                                                |
|  |                                                              |
|  | I. icterus                                                   |
|  |                                                              |

|  | I. croconotus |
|  |               |
|  | I. icterus    |
|  |               |

|  | I. graceannae |
|  |               |
|  | I. pectoralis |
|  |               |

|  | \| \| I. croconotus \| \| \| \| \| \| I. icterus \| \| \| \| |
|  |                                                              |
|  | I. jamacaii                                                  |
|  |                                                              |
|  | I. croconotus                                                |
|  |                                                              |
|  | I. icterus                                                   |
|  |                                                              |

|  | I. croconotus |
|  |               |
|  | I. icterus    |
|  |               |

|  | I. graceannae |
|  |               |
|  | I. pectoralis |
|  |               |

|  | \| \| I. croconotus \| \| \| \| \| \| I. icterus \| \| \| \| |
|  |                                                              |
|  | I. jamacaii                                                  |
|  |                                                              |
|  | I. croconotus                                                |
|  |                                                              |
|  | I. icterus                                                   |
|  |                                                              |

|  | I. croconotus |
|  |               |
|  | I. icterus    |
|  |               |

|  | I. graceannae |
|  |               |
|  | I. pectoralis |
|  |               |

|  | \| \| I. croconotus \| \| \| \| \| \| I. icterus \| \| \| \| |
|  |                                                              |
|  | I. jamacaii                                                  |
|  |                                                              |
|  | I. croconotus                                                |
|  |                                                              |
|  | I. icterus                                                   |
|  |                                                              |

|  | I. croconotus |
|  |               |
|  | I. icterus    |
|  |               |

|  | I. graceannae |
|  |               |
|  | I. pectoralis |
|  |               |

|  | \| \| I. croconotus \| \| \| \| \| \| I. icterus \| \| \| \| |
|  |                                                              |
|  | I. jamacaii                                                  |
|  |                                                              |
|  | I. croconotus                                                |
|  |                                                              |
|  | I. icterus                                                   |
|  |                                                              |

|  | I. croconotus |
|  |               |
|  | I. icterus    |
|  |               |

|  | I. graceannae |
|  |               |
|  | I. pectoralis |
|  |               |

|  | \| \| I. croconotus \| \| \| \| \| \| I. icterus \| \| \| \| |
|  |                                                              |
|  | I. jamacaii                                                  |
|  |                                                              |
|  | I. croconotus                                                |
|  |                                                              |
|  | I. icterus                                                   |
|  |                                                              |

|  | I. croconotus |
|  |               |
|  | I. icterus    |
|  |               |

|  | I. graceannae |
|  |               |
|  | I. pectoralis |
|  |               |

|  | \| \| I. croconotus \| \| \| \| \| \| I. icterus \| \| \| \| |
|  |                                                              |
|  | I. jamacaii                                                  |
|  |                                                              |
|  | I. croconotus                                                |
|  |                                                              |
|  | I. icterus                                                   |
|  |                                                              |

|  | I. croconotus |
|  |               |
|  | I. icterus    |
|  |               |

|  | I. graceannae |
|  |               |
|  | I. pectoralis |
|  |               |

|  | \| \| I. croconotus \| \| \| \| \| \| I. icterus \| \| \| \| |
|  |                                                              |
|  | I. jamacaii                                                  |
|  |                                                              |
|  | I. croconotus                                                |
|  |                                                              |
|  | I. icterus                                                   |
|  |                                                              |

|  | I. croconotus |
|  |               |
|  | I. icterus    |
|  |               |

|  | I. graceannae |
|  |               |
|  | I. pectoralis |
|  |               |

|  | \| \| I. croconotus \| \| \| \| \| \| I. icterus \| \| \| \| |
|  |                                                              |
|  | I. jamacaii                                                  |
|  |                                                              |
|  | I. croconotus                                                |
|  |                                                              |
|  | I. icterus                                                   |
|  |                                                              |

|  | I. croconotus |
|  |               |
|  | I. icterus    |
|  |               |

|  | I. graceannae |
|  |               |
|  | I. pectoralis |
|  |               |

|  | \| \| I. croconotus \| \| \| \| \| \| I. icterus \| \| \| \| |
|  |                                                              |
|  | I. jamacaii                                                  |
|  |                                                              |
|  | I. croconotus                                                |
|  |                                                              |
|  | I. icterus                                                   |
|  |                                                              |

|  | I. croconotus |
|  |               |
|  | I. icterus    |
|  |               |

|  | I. graceannae |
|  |               |
|  | I. pectoralis |
|  |               |

|  | \| \| I. croconotus \| \| \| \| \| \| I. icterus \| \| \| \| |
|  |                                                              |
|  | I. jamacaii                                                  |
|  |                                                              |
|  | I. croconotus                                                |
|  |                                                              |
|  | I. icterus                                                   |
|  |                                                              |

|  | I. croconotus |
|  |               |
|  | I. icterus    |
|  |               |

|  | I. graceannae |
|  |               |
|  | I. pectoralis |
|  |               |

|  | \| \| I. croconotus \| \| \| \| \| \| I. icterus \| \| \| \| |
|  |                                                              |
|  | I. jamacaii                                                  |
|  |                                                              |
|  | I. croconotus                                                |
|  |                                                              |
|  | I. icterus                                                   |
|  |                                                              |

|  | I. croconotus |
|  |               |
|  | I. icterus    |
|  |               |

|  | I. graceannae |
|  |               |
|  | I. pectoralis |
|  |               |

|  | \| \| I. croconotus \| \| \| \| \| \| I. icterus \| \| \| \| |
|  |                                                              |
|  | I. jamacaii                                                  |
|  |                                                              |
|  | I. croconotus                                                |
|  |                                                              |
|  | I. icterus                                                   |
|  |                                                              |

|  | I. croconotus |
|  |               |
|  | I. icterus    |
|  |               |

|  | I. graceannae |
|  |               |
|  | I. pectoralis |
|  |               |

Pod względem schematu upierzenia i konstrukcji pieśni, kacyki plamiste są niezwykle podobne do kacyków dużych (I. gularis). Wynika to jednak z konwergencji, jako że pod względem genetycznym są to jedne z najbardziej sobie odległych gatunków kacyków. IOC wyróżnia dla kacyka plamistego 4 podgatunki:
- I. p. carolynae Dickerman, 1981
- I. p. pectoralis (Wagler, 1829) – nominatywny
- I. p. guttulatus Lafresnaye, 1844
- I. p. espinachi Ridgway, 1882

W starszych publikacjach podgatunki np. guttulatus były uznawane za synonim podgatunku nominatywnego, ponieważ opisanymi podgatunkami były najprawdopodobniej młode ptaki (juv.). Podgatunek anthonyi opisany w 1930 z Gwatemali przez Griscoma zsynonimizowano z guttulatus.

## Zasięg występowania i środowisko

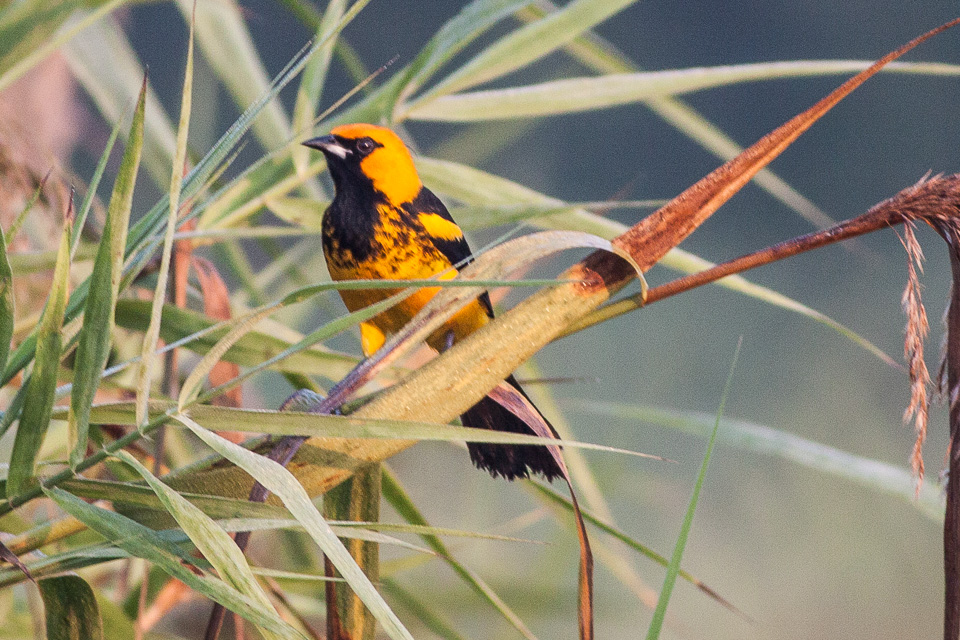
Kacyk plamisty w trzcinowisku

Gatunek ten występuje na terenach Ameryki Centralnej, po pacyficznej stronie Meksyku, w Gwatemali, Hondurasie, Salwadorze, Nikaragui i Kostaryce. Izolowana populacja (najprawdopodobniej introdukowana lub zalatująca, pierwsze obserwacje z 1949 roku) występuje na Florydzie (Miami), na obszarze ok. 60 km², gdzie była bardzo liczna, dziś sporadyczna, zaobserwowano nawet drastyczny spadek liczebności tej populacji. Odwrotnie opisują to autorzy HBW, wedle których na początku XXI wieku populacja kacyków plamistych na Florydzie miała zwiększać swoją liczebność. Introdukowane zostały też na Wyspę Kokosową (terytorium Kostaryki).
Poszczególne podgatunki zamieszkują:
- I. p. carolynae – południowo-zachodni Meksyk
- I. p. pectoralis – południowo-wschodni Meksyk
- I. p. guttulatus – południowo-wschodni Meksyk, na południe przez Gwatemalę, Honduras, do północno-zachodniej Nikaragui
- I. p. espinachi – południowo-zachodnia Nikaragua do północno-zachodniej Kostaryki

Kacyk plamisty występuje w lasach, na łąkach, polanach, w zakrzewieniach, wśród roślin takich jak mimoza, akacja czy jadłoszyn, gdzie może zakładać swoje gniazda. Ptak jest też częsty w miastach, w ogrodach i parkach, na trawnikach, gdzie także dobrze sobie radzi i pożywia się. Występuje głównie na nizinach, odnotowywany do 900 m n.p.m. (I. p. guttulatus).

## Morfologia

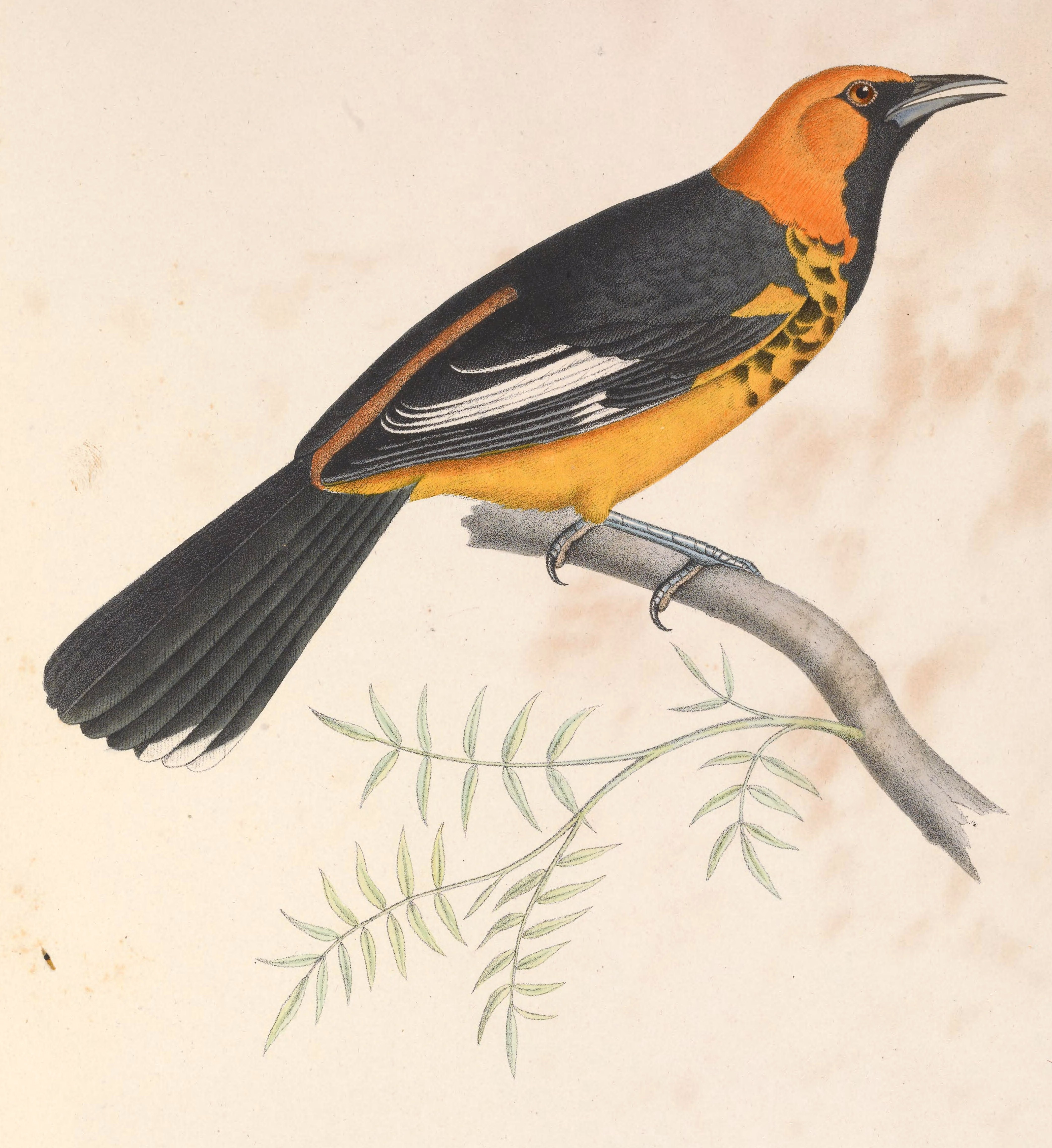
Ilustracja kacyka plamistego z 1849 roku

Ptak średniej wielkości, osiąga długość ciała do 24 cm. Masa ciała wynosi u samców średnio 52,6 g, u samic – 44,9 g (liczby zbadanych osobników nie podano).
W upierzeniu kacyka plamistego dominuje czerwień, żółć i pomarańcz, z czego na głowie dominują barwy jaskrawsze. Czarna plama rozciąga się od nozdrzy, przez oczy i przechodzi ona na gardełko oraz górną część piersi. Obok niej znajdują się czarne kropki. Czarne są także pióra ogona i skrzydeł. Na tarczach skrzydeł występują białe pióra. Brak dymorfizmu płciowego, samice jedynie czasem mają ciemniejsze ubarwienie ciała ze spodem ogona w odcieniu oliwkowozielonego. Osobniki juwenalne mają grzbiet oliwkowobrązowy, pozbawiony plamkowania. Dziób jest lekko zakrzywiony.

## Ekologia i zachowanie

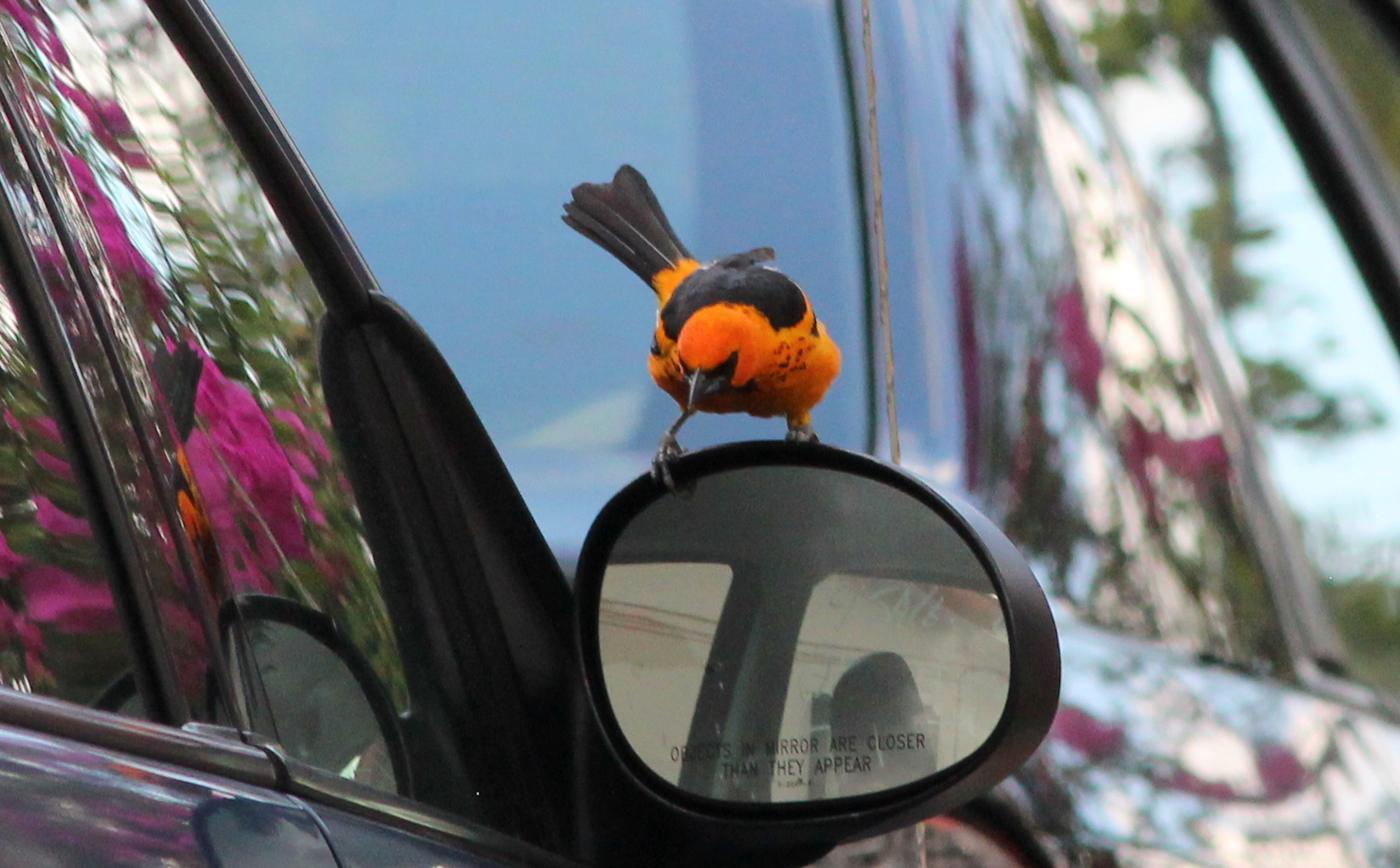
Kacyk plamisty, przyglądający się lusterku samochodu

### Odżywianie się
Pokarmem kacyka plamistego są owoce (jagody), bezkręgowce, nasiona i nektar kwiatów drzew – brezylek (Caesalpinia), Gliricidia, ketmii (Hibiscus), koralodrzewi (Erythrina). Podczas szukania pożywienia podskakuje na ziemi i przeczesuje podłoże w poszukiwaniu owadów, czasem też niszczy kwiatostany, ażeby dostać się do nektaru.

### Śpiew i zachowania społeczne
Podobnie jak inne ptaki tropikalne, kacyk plamisty śpiewa cały rok, zarówno samiec, jak i samica. Pomimo iż obie płcie śpiewają, to samiec ma bardziej złożone zwrotki. Ich śpiew jest opisywany jako złożony z gwizdów i treli (niektórzy porównują śpiew tego gatunku do śpiewu wcześniej wspomnianego kacyka dużego). Gatunek ten przebywa w parach lub małych grupkach, w towarzystwie innych kacykowatych np. kacyków pąsowogłowych (I. pustulatus) czy kacyków dużych.

### Rozmnażanie
Okres lęgowy trwa od kwietnia do lipca. Ptaki te tworzą monogamiczne pary i po połączeniu się chronią swe terytorium przed innymi ptakami. Parka buduje gniazdo w kształcie worka, zbudowane z traw, korzonków, o długości pół metra, typowe dla przedstawicieli kacykowatych (wyjątkiem jest I. icterus). Jego budową zajmuje się głównie samica; ma być nieco mocniej splecione niż u innych kacyków, jednak nie zostało to w pełni potwierdzone. Umieszczone zostaje od 6 do 18 m nad podłożem. Gniazdo plecione jest często na gałęziach mimoz i akacji, gdyż kolce tych drzew chronią przed drapieżnikami. Dodatkowo specyficzny kształt workowatego gniazda utrudnia wejście doń m.in. wężom (Serpentes). Nie chroni to wszystko jednak gniazd przed pasożytnictwem innych ptaków, takich jak: starzyk brunatnogłowy (Molothrus ater), starzyk czarny (Molothrus aeneus) czy starzyk wielki (Molothrus oryzivorus). Zniesienie składa się z trzech jaj o niebieskawej skorupce pokrytej czarniawymi i fioletowymi plamami oraz kreskami; wymiary średnie (nie podano dla jakiej liczby jaj): 22,8 na 17,8 mm. Wysiaduje wyłącznie samica, pisklęta karmią obydwoje rodzice. Przynajmniej do 2011 roku czas wysiadywania i przebywania młodych w gnieździe były nieznane.

## Status
Międzynarodowa Unia Ochrony Przyrody (IUCN) uznaje kacyka plamistego za gatunek najmniejszej troski (LC – Least Concern). Liczebność populacji w 2019 roku szacowano między 500 000 a 4 999 000 osobników, czyli uchodzi za ptaka pospolitego. Trend liczebności populacji uznaje się za lekko spadkowy.